# Hans Werdehausen
Hans Werdehausen (* 5. Februar 1910 in Bochum; † 5. Juli 1977 in Bödexen bei Höxter) war ein deutscher Maler.

## Leben
Werdehausen war als abstrakter Expressionist ein Vertreter der deutschen Nachkriegsmalerei. Als Mitbegründer der Gruppe "junger westen" hat er den Aufbruch der deutschen Kunst nach 1945, insbesondere im Ruhrgebiet begleitet.
Von 1924 bis 1929 machte Werdehausen eine Ausbildung im Malerhandwerk und von 1932 bis 1935 absolvierte er ein Studium bei Kay H. Nebel an der Kunstakademie Kassel. Im Jahr 1936 unternahm er eine einjährige Studienreise nach Sizilien. Er zog im Jahr 1937 nach Essen und betätigte sich dort als freischaffender Maler. Nach seinem Kriegsdienst in der Wehrmacht ab 1939 wurde er 1942 entlassen und zog erst nach Bödexen bei Höxter, später wieder nach Essen.
Im Jahr 1948 wurde Werdehausen, zusammen mit Gustav Deppe, Thomas Grochowiak, Ernst Hermanns, Heinrich Siepmann und Emil Schumacher Mitbegründer der Künstlergruppe junger westen. 1950 wurde Werdehausen mit dem Kunstpreis junger westen der Stadt Recklinghausen ausgezeichnet. Er wurde 1952 Mitglied des zwei Jahre zuvor wieder begründeten Deutschen Künstlerbundes und drei Jahre später (1955) Mitglied des Westdeutschen Künstlerbundes. Als ordentliches DKB-Mitglied beteiligte sich Werdehausen zwischen 1952 (im Kölner Staatenhaus am Rheinpark) und 1978 (in der Akademie der Künste in Berlin) an insgesamt neun großen Jahresausstellungen. Im Jahr 1956 wurde ihm der Deutsche Kontinental-Preis der Internationalen Guggenheim-Stiftung, New York verliehen. Im Jahr 1959 wurde Hans Werdehausen Teilnehmer der documenta II in Kassel.
Ein bekanntes Werk von Werdehausen ist das 1961 entstandene Bühnenbild zu William Shakespeares Drama Richard III. im Schauspielhaus Düsseldorf sowie die monumentalen Wandfresken Aufbruch der Elemente und Vermählung der Elemente im Haus der Ruhrfestspiele in Recklinghausen.
Im Jahr 1971 zog Hans Werdehausen nach Bödexen um, wo er am 5. Juli 1977 im Alter von 67 Jahren starb.

## Einzelausstellungen
- 1951: Freie Künstlergemeinschaft Schanze, Münster
- 1957: Galerie Parnass, Wuppertal
- 1958: Kunsthalle Recklinghausen
- 1958: Galerie Gunar, Düsseldorf[2]